# Euphrasia rockii
Euphrasia rockii là loài thực vật có hoa thuộc họ Cỏ chổi. Loài này được H.L.Li mô tả khoa học đầu tiên năm 1953.